# Załoga kapitana Lyncha
Załoga kapitana Lyncha (ang. Swashbuckler) – amerykański film przygodowy z 1976 w reżyserii Jamesa Goldstone’a. Główną rolę tytułowego kapitana Lyncha zagrał Robert Shaw.
Film znany jest również w Polsce pod tytułem Szkarłatny pirat.

## Obsada
- Robert Shaw jako Ned Lynch
- James Earl Jones jako Nick Debrett
- Geneviève Bujold jako Jane Barnet
- Peter Boyle jako lord Durant
- Beau Bridges jako major Folly
- Geoffrey Holder jako Cudjo
- Avery Schreiber jako Poloński
- Tom Clancy jako Moonbeam
- Sid Haig jako łysy pirat
- Bernard Behrens jako sir James Barnet
- Louisa Horton jako lady Barnet
- Kip Niven jako Willard Culverwell
- Anjelica Huston jako kobieta Lorda Duranta
- Mark Baker jako chłopak grający na lutni
- Dorothy Tristan jako Alice
- Tom Fitzsimmons jako kapral
- Tom Lacy jako kapelan
- Robert Ruth jako brodaty pirat
- Robert Morgan jako pirat
- Jon Cedar jako pirat

## Fabuła
Jamajka, rok 1718. Na pobliskich wodach działa grupa piratów pod wodzą kapitana Neda Lyncha. Wraz ze swoimi ludźmi przeciwstawia się okrutnym rządom miejscowego gubernatora, Lorda Duranta. Do ekipy Lyncha dołącza piękna Jane Barnet, która prosi kapitana o pomoc w uwolnieniu jej ojca więzionego przez Duranta.